# Simon Epstein
Pour les articles homonymes, voir Epstein.
Simon Epstein, né en 1947 à Paris, est un économiste et historien israélien.

## Biographie
Il est docteur en science politique de l'université Panthéon-Sorbonne (1990).
En 1974, il s'installe à Jérusalem (Israël), puis travaille comme économiste pour le ministère israélien des Finances.
À partir de 1982, son champ de recherche est l'antisémitisme et le racisme.
Professeur et chercheur à l'université hébraïque de Jérusalem, il y est directeur du Centre international de recherche sur l'antisémitisme.

## Principaux travaux
Il est l'auteur de plusieurs ouvrages relatifs au racisme, à l'antiracisme et à l'antisémitisme, notamment en France durant les périodes de l'affaire Dreyfus et de l'occupation allemande.
Trois de ses ouvrages connaissent un fort retentissement en France :
- Les chemises jaunes : chronique d'une extrême-droite raciste en Israël, 1990

traite de l'extrême droite israélienne
- Les dreyfusards sous l'Occupation, Paris, Éditions Albin Michel, coll. « Bibliothèque Albin Michel. Histoire », 2001, 358 p. (ISBN 2-226-12225-7)

traite du parcours des dreyfusards pendant la Seconde Guerre mondiale. Il établit qu'un grand nombre des défenseurs du capitaine Dreyfus, militants antiracistes parfois membres de la LICA et pacifistes de gauche, furent d'actifs partisans de la collaboration avec l'Allemagne nationale-socialiste, sans nécessairement être devenus antisémites.
- Un paradoxe français : antiracistes dans la Collaboration, antisémites dans la Résistance, 2008

revient sur le sujet du livre précédent à savoir les dreyfusards, militants antiracistes et pacifistes de gauche qui se tournèrent vers la Collaboration en le complétant par l'étude du parcours des antidreyfusards, militants antisémites et de la droite radicale qui s'engagèrent dans la France libre et la Résistance,. Ce livre étudie un paradoxe, peu abordé par l'historiographie « classique »,. Néanmoins, ces investigations historiques ne sont pas jugées très convaincantes par des critiques littéraires de la presse,.

## Ouvrages
- L'Antisémitisme français aujourd'hui et demain, Belfond, 1984
- (en) Cry of Cassandra: the resurgence of European anti-semitism, National Press, coll. « A Zenith edition », 1985
- Les Chemises jaunes : chronique d'une extrême-droite raciste en Israël, Calmann-Lévy, coll. « Histoire contemporaine »? 1990
- Les institutions israélites françaises de 1919 à 1939 : solidarité juive et lutte contre l'antisémitisme, Paris 1, 1990
- Les institutions israélites françaises de 1929 à 1939 : solidarité juive et lutte contre l'antisémitisme, université de Lille 3, ANRT, 1990

reproduction sur microfiches
- (en) Cyclical patterns in antisemitism: the dynamics of anti-Jewish violence in western countries since the 1950s, no 2 de Analysis of current trends in antisemitism/ACTA, Hebrew University of Jerusalem, Vidal Sassoon International Center for the Study of Antisemitism, 1993
- Histoire du peuple juif au XXe siècle : de 1914 à nos jours, Paris, Hachette Littératures, 1982 ; coll. « Pluriel », no 993, 2000
- Les Dreyfusards sous l'Occupation, Albin Michel, coll. « Bibliothèque Albin Michel de l'histoire », 2001
- Storia del popolo ebraico, Seam, 2001
- Un paradoxe français : antiracistes dans la Collaboration, antisémites dans la Résistance, Paris, Albin Michel, coll. « Bibliothèque Albin Michel. Histoire », 2008, 622 p. (ISBN 978-2-226-17915-9, OCLC 876574235, présentation en ligne).
- 1930, une année dans l’histoire du peuple juif, éditions Stock, 2012[7],[8]